# Deutsches Segelflugmuseum mit Modellflug

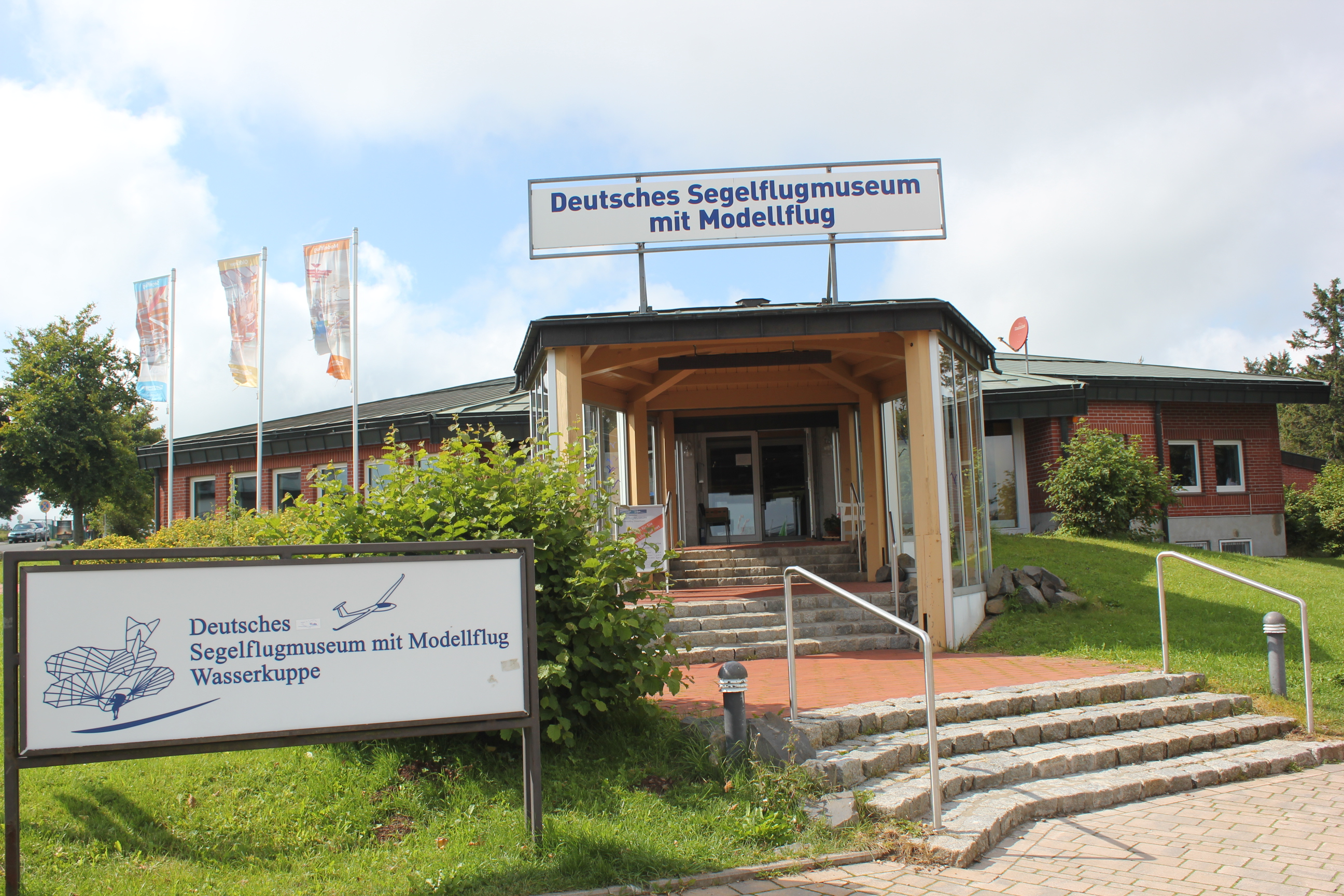
Eingang des Deutschen Segelflugmuseums mit Modellflug

Das Deutsche Segelflugmuseum mit Modellflug befindet sich auf der Wasserkuppe im hessischen Landkreis Fulda. Im Museum werden auf 4000 m² Ausstellungsfläche die erfolgreichsten Segelflugzeuge in Originalgröße sowie entwicklungsgeschichtlich bedeutsame Modellflugzeuge präsentiert.

## Beschreibung und Geschichte

### Beschreibung
Das Deutsche Segelflugmuseum mit Modellflug wurde 1987 erbaut und 2006 erweitert. Es ist mit etwa 4.000 m² Ausstellungsfläche das größte Museum seiner Art. Das Museum betreibt eine eigene Werkstatt im Untergeschoss des Museums, in der Flugzeuge für die Ausstellung hergerichtet und sogar Flugzeuge neu gebaut werden. Diese ist zweiwöchentlich samstags geöffnet, da sie ehrenamtlich betrieben wird.
Das Museum ist eine ehrenamtlich geführte Stiftung und wird durch einen Förderverein gestützt. Seit den 2010er Jahren werden große Anstrengungen zur Sicherung und Modernisierung der Infrastruktur unternommen, Zug um Zug soll die Ausstellung neu gestaltet werden, was für das Jahr 2024 begonnen werden soll.
Im Museum werden die Geschichte, unter Einschluss der Flugpioniere, und die Entwicklung des Segelfluges gezeigt, vom einfachen Lilienthal-Gleiter bis zum modernen Kunststoff-Segelflugzeug. Das Museum zeigt somit eine Kombination aus Regional-, Technik- und Sportgeschichte auf.
Im Bereich des Modellflugs, der auf der Wasserkuppe eine lange Tradition hat, werden ebenfalls zahlreiche Exponate in den verschiedenen Modellflugklassen (Freiflug, Fesselflug, Fernsteuerflug, mit und ohne Antrieb) sowie Modellmotoren und Fernsteueranlagen ausgestellt.
Das Museum zeigt somit eine Kombination aus Regional-, Technik- und Sportgeschichte auf. Ein großes Archiv ist für Historiker auf Nachfrage und voriger Terminvereinbarung für Recherchen nutzbar.

### Geschichte
Begeisterte Segelflieger, darunter sogar noch einige Pioniere aus der Anfangszeit des Segelfliegens auf der Wasserkuppe in den 1920er Jahren, hatten das Museum Mitte der 1970er Jahre ins Leben gerufen. Die Wasserkuppe, die höchste Erhebung in der Rhön, gilt in Fliegerkreisen als die Geburtsstätte des Segelfliegens und war in der Zeit ab 1920 bis zum Beginn des Zweiten Weltkrieges das weltweite Zentrum des Segelfliegens, von dem aus die Impulse des motorlosen Fliegens in alle Welt getragen wurde.
Daher lag es nahe das Deutsche Segelflugmuseum an diesem Ort, dem Berg der Segelflieger, zu errichten. Schon viele Jahre wurden erste Exponate gesammelt und teils in provisorischen Räumen und zeitlich begrenzt ausgestellt.
Im Jahre 1970, anlässlich des 50. Jubiläums des ersten Rhön-Segelflugwettbewerbes, wurde in einer Flugzeughalle auf der Kuppe ein Neubeginn gewagt. Am 8. August 1970 eröffnete das neue Museum. Anwesend war u. a. der Astronaut Neil Armstrong – der erste Mensch auf dem Mond war zeit seines Lebens begeisterter Segelflieger und hatte eine eigene „Libelle“ aus deutscher „Glasflügel“-Fertigung. Aber auch viele Pioniere des Segelfluges nahmen an der Eröffnungsfeier teil. Bereits 1972 wurde das noch junge Museum Mitglied im Museumsverband Hessen.
Am 30. November 1977 erfolgte die Gründung des Fördervereins Deutsches Segelflugmuseum in Neu-Isenburg. Noch heute können die Spuren des alten Museums an einem Nachbargebäude beim genauen Hinsehen erkannt werden.
Die Grundsteinlegung für das aktuelle Gebäude des Segelflugmuseums erfolgte am 26. Juli 1986 durch den damaligen hessischen Ministerpräsidenten Holger Börner und den Präsidenten des Deutschen Aeroclubs, Herbert Culmann. Das neue Gebäude, ein Rundbau mit 37 m Durchmesser, mit 1500 m² Ausstellungsfläche wurde am 29. August 1987 eröffnet.
Mit der Eingliederung der Dr. Rubin Sammlung im Jahre 2002 wurde die Ausstellung um das Thema Modellflug erweitert. Der Name wandelte sich zum Deutschen Segelflugmuseum mit Modellflug.
Da die Halle inzwischen wieder viel zu eng wurde, mussten dringend weitere Räumlichkeiten geschaffen werden. Am 20. Mai 2006 konnte ein großer Erweiterungsbau feierlich eröffnet werden, der im Jahre 2007 zu Ehren des Rekord-Segelfliegers Hans-Werner Grosse dessen Name erhielt.

## Exponate Segelflug

### Bis 1918
Otto Lilienthal unternahm im Berliner Raum seine Pionierflüge, die als Grundlage der Fliegerei gelten. Da er sie ohne Motor vornahm, entstand dort die Fliegerei auf Basis von Gleitflügen. Darmstädter Schüler eiferten dem Pionier nach, bauten eigene Geräte und entdeckten die baumlose Wasserkuppe als ideales Flug-Terrain.
- Lilienthal Normal-Segelapparat, 1894, Nachbau
- Lilienthal Standard-Doppeldecker, 1895, Nachbau
- F.S.V.X „Darmstadt“, 1911, Nachbau

### 1918 bis 1945

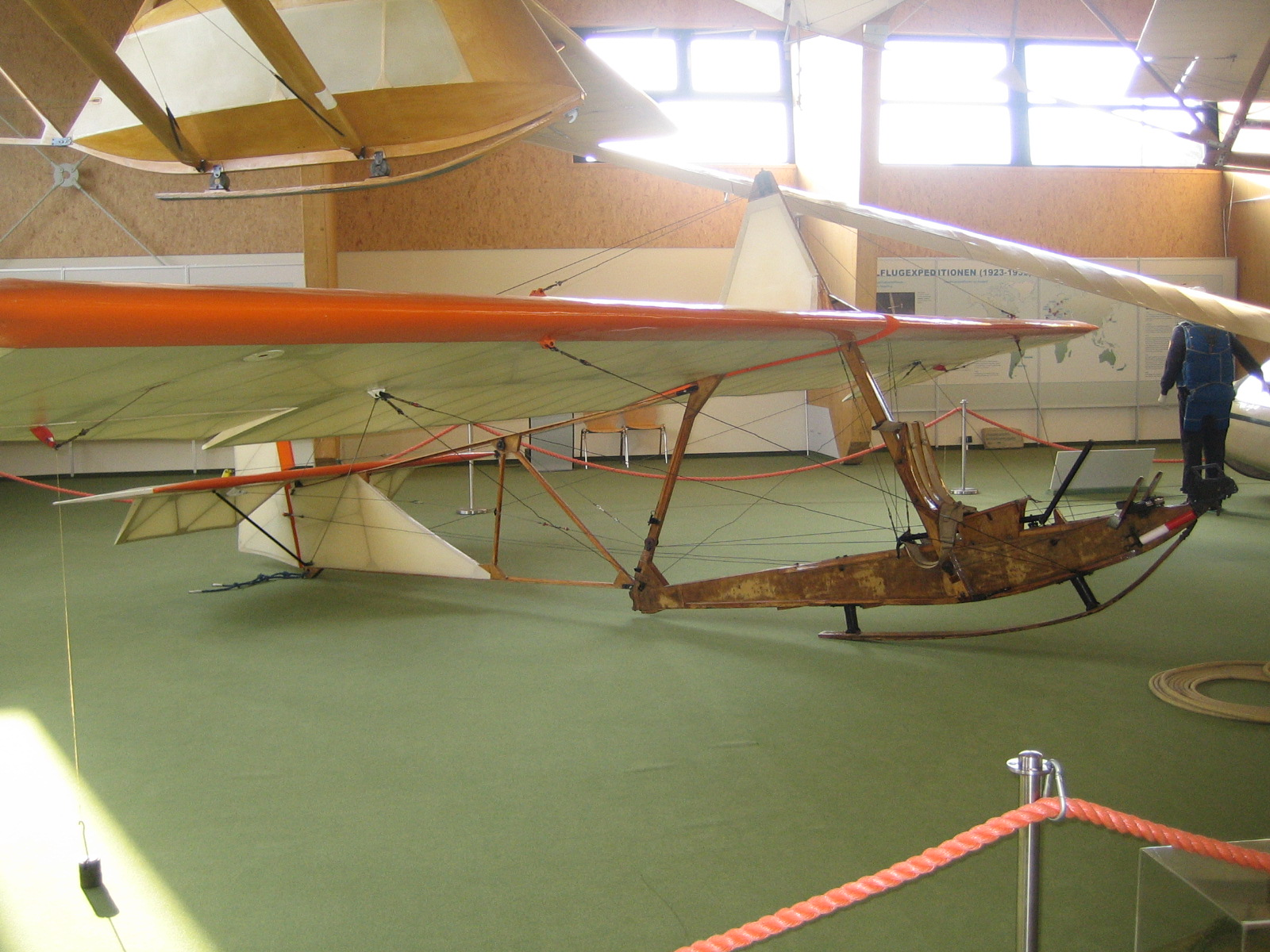
SG 38

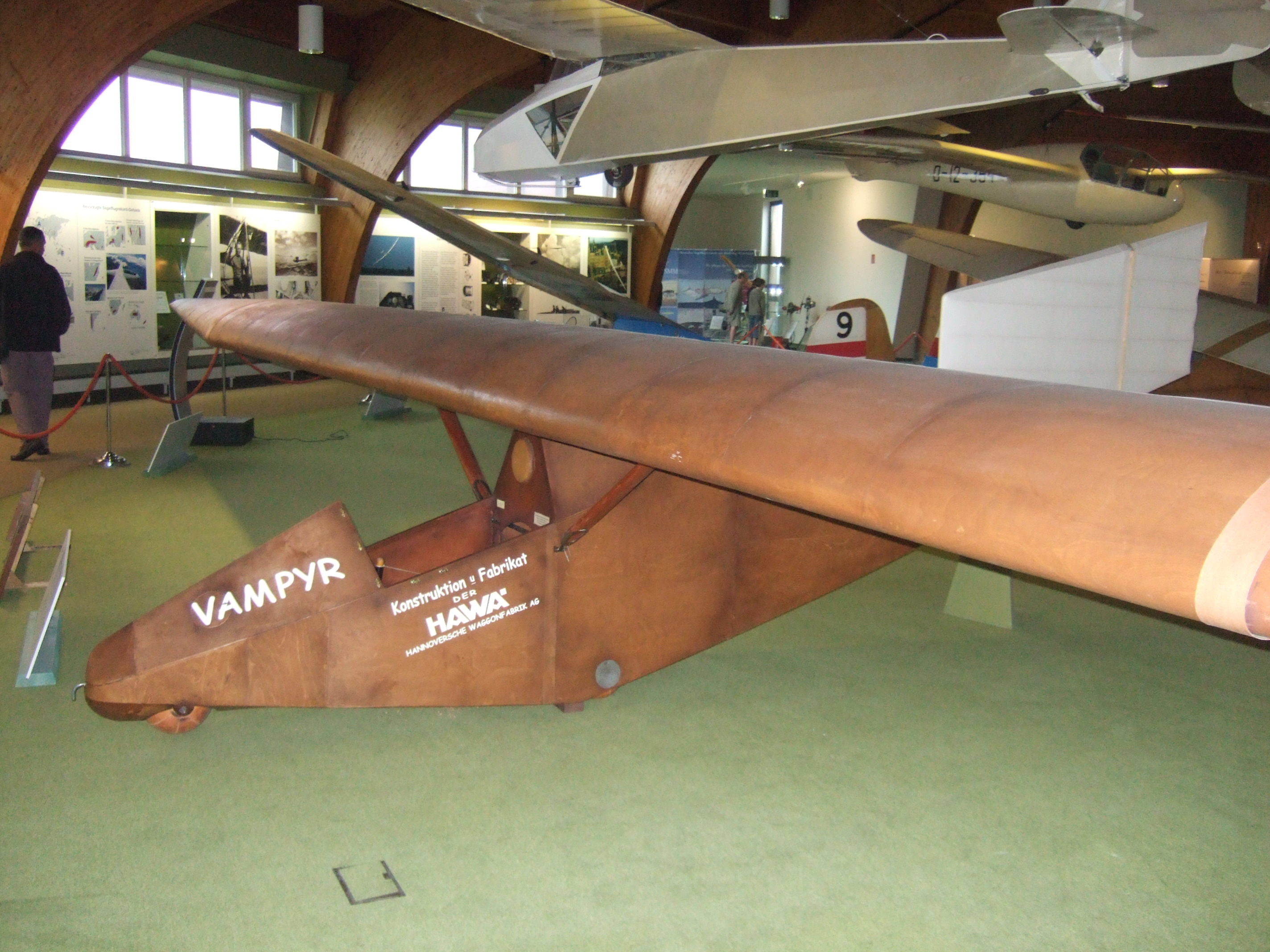
HAWA Vampyr

Nach dem Ersten Weltkrieg war eine fliegerische Betätigung verboten – nur von motorlosem Flug stand in den Verboten nichts. Die Wasserkuppe entwickelte sich schnell zum zentralen Ort für den Gleitflug. Dort wurde nach intensiven Wetterbeobachtungen der „Thermikflug“ entdeckt und verfeinert. So gelang der Sprung vom Hang-Gleitflug zum Überland-Segelflug.
- FVA-2 „Blaue Maus“, 1920, Nachbau
- Peter Riedel „Rhönbaby“, 1920, Nachbau durch Peter Riedel
- Pelzner Hängegleiter, 1920/21, Nachbau
- HAWA H 1 „Vampyr“, 1921 Nachbau
- Schulz F.S.3 „Besenstielkiste“, 1922, Nachbau
- RRG „Hol’s der Teufel“, 1923/27, Nachbau
- RRG Raketen-Ente, 1927/28, Nachbau
- Grunau 9, ESG 29, 1929, Nachbau
- Laubenthal „Musterle“ H2 PL, D-Musterle, 1929, Nachbau
- RRG „Falke“, HB-16, 1931
- Grüne Post, D-7110, 1932/33, Nachbau
- Schleicher Rhönbussard „Hesselberg“, (flog als D-1137), 1932
- Schleicher „Rhönadler“, D-Günther Groenhoff, 1932/34, Nachbau
- Grunau Baby IIa, D-1079, 1932/33
- Hütter H 17, D-1012, 1934
- Hütter H 17, (Tragfläche, Schaustück für Holzbauweise)
- DFS „Rhönsperber“, D-Rhönsperber / D-6262, 1934
- Göppingen Gö 1 „Wolf“, D-15-2 (flog als N22431 in den USA), 1935
- DFS „Kranich II“, D-8-11 (flog als D-6260), 1936
- Göppingen Gö-3 „Minimoa“, HB-282, 1935/36
- Akaflieg München Mü 13 d1, D-6293, 1936/38
- Reiher III, D-7033, 1937/38, Nachbau OSC Wasserkuppe
- DFS Weihe 50, D-5862, 1938/51 (nach dem Krieg gebaut worden von Utva Pancevo, Jugoslawien)
- Schulgleiter SG 38, 1938
- Schmetz „Rheinland“ FVA 10b, D-12-354 (flog als BGA-1711 in England), 1938
- Grunau „Baby III“, D-4303, 1943/52
- Wolf Hirth Gö-4 III, D-1084, 1943
- Olympia Meise, D-5618, Nachkriegsbau

### Ab 1945 (Holz- und Gemischtbauweise)

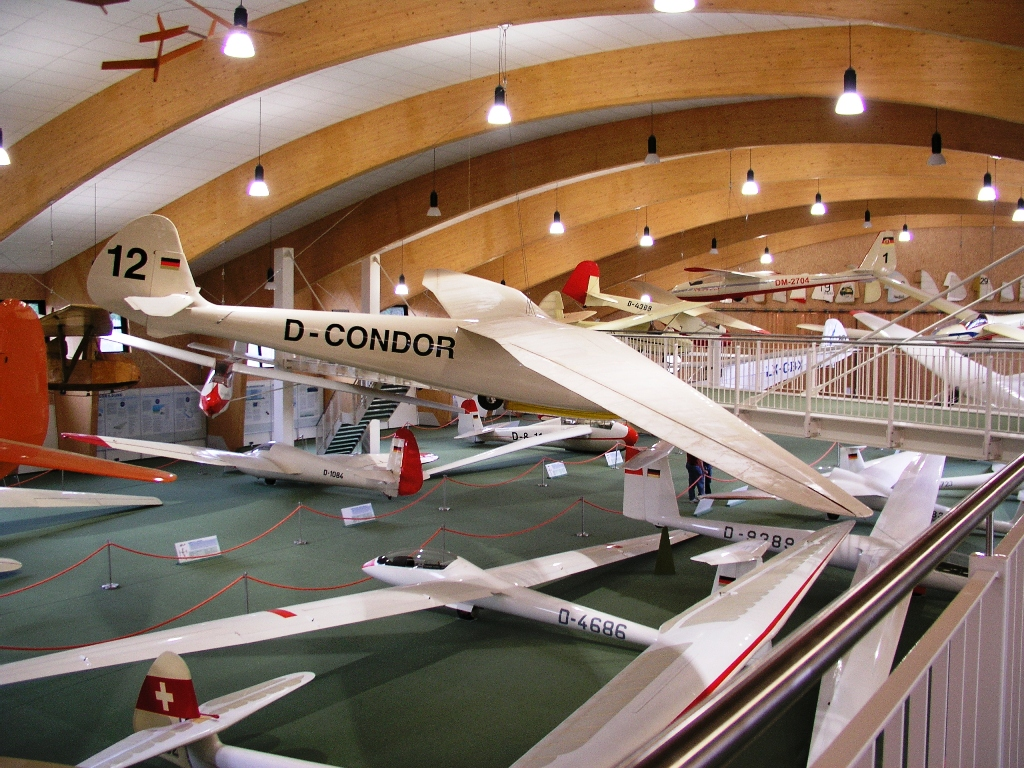
Condor IV

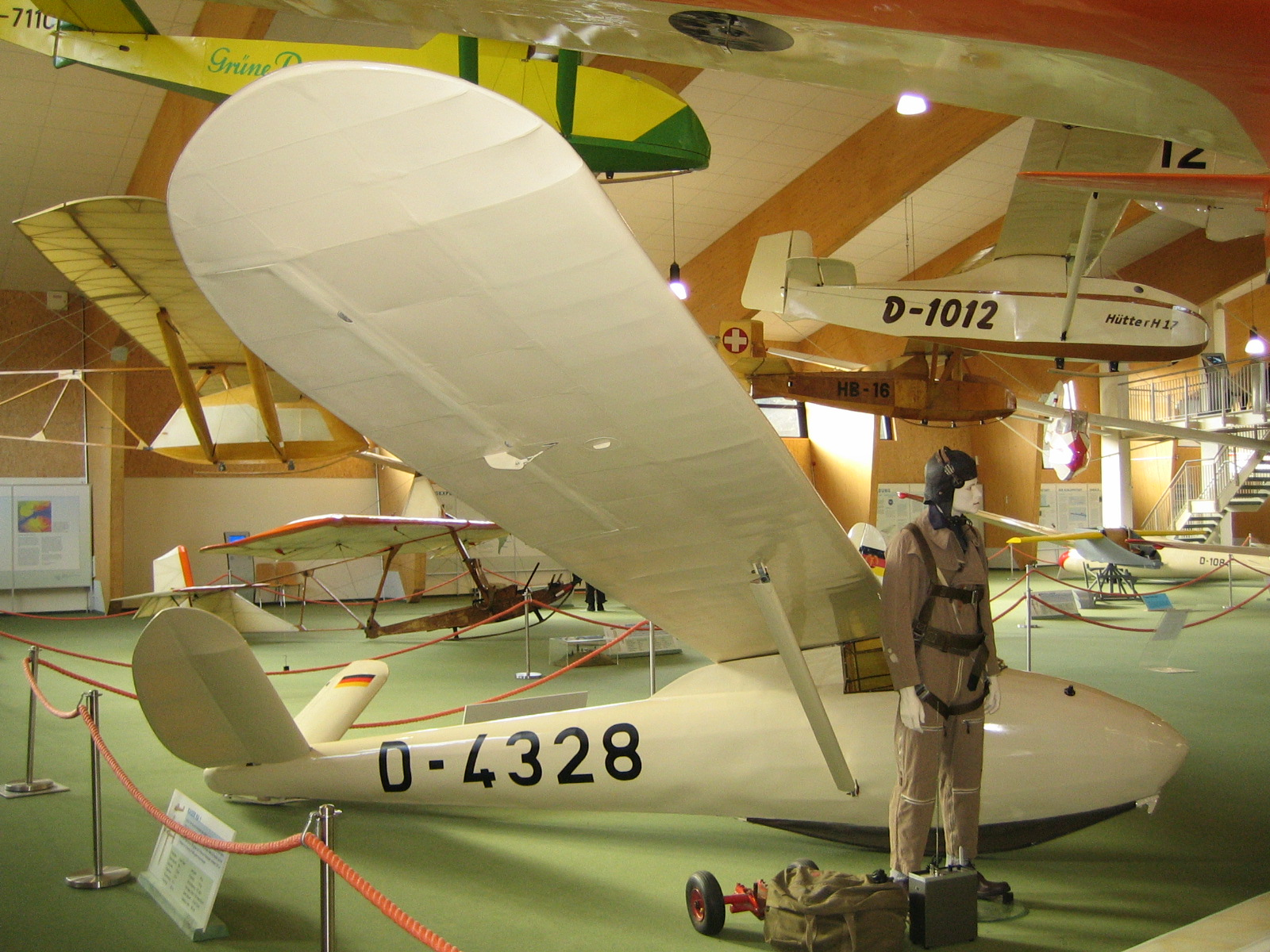
Kaiser Ka 1

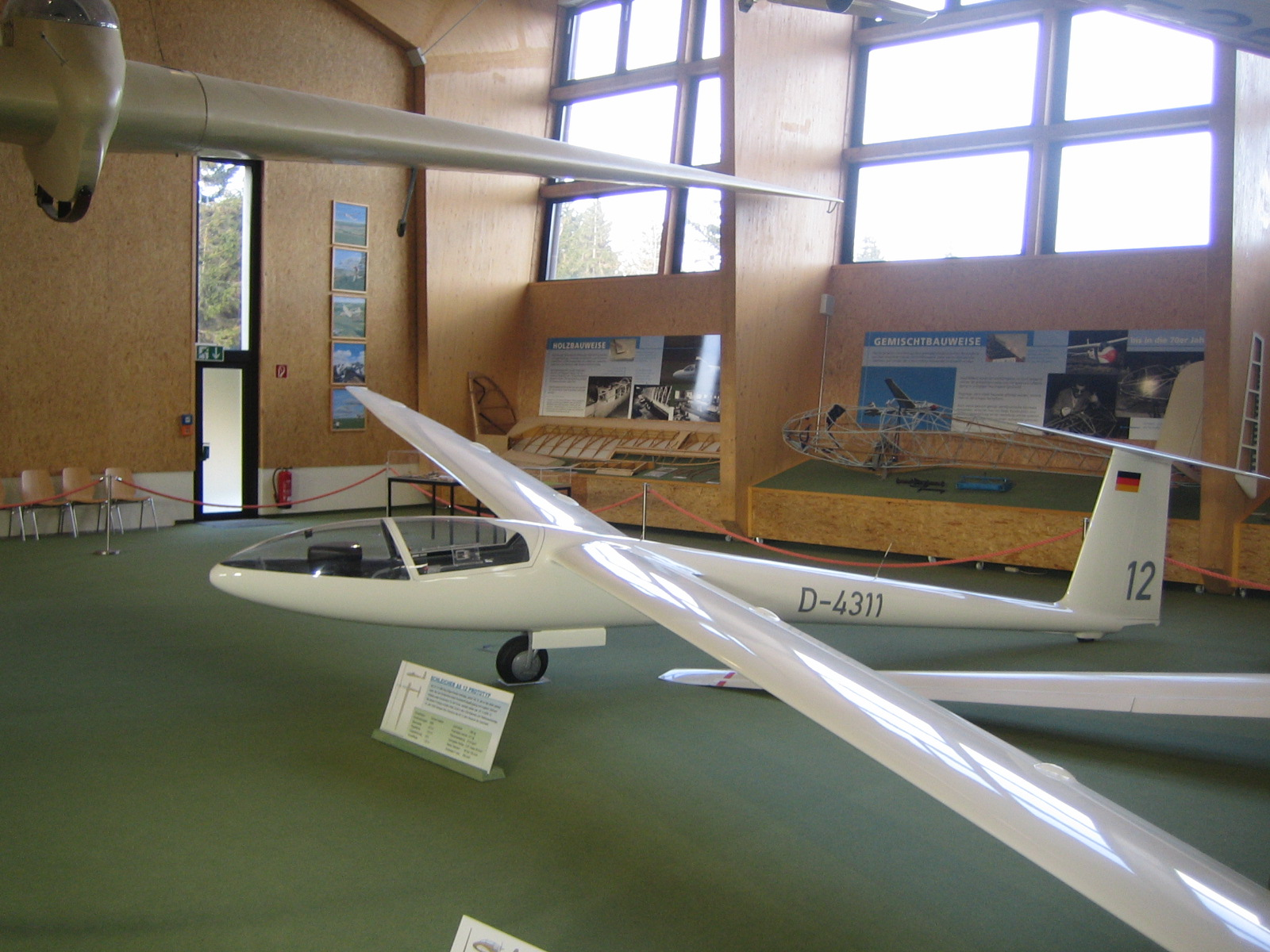
Schleicher ASW 12

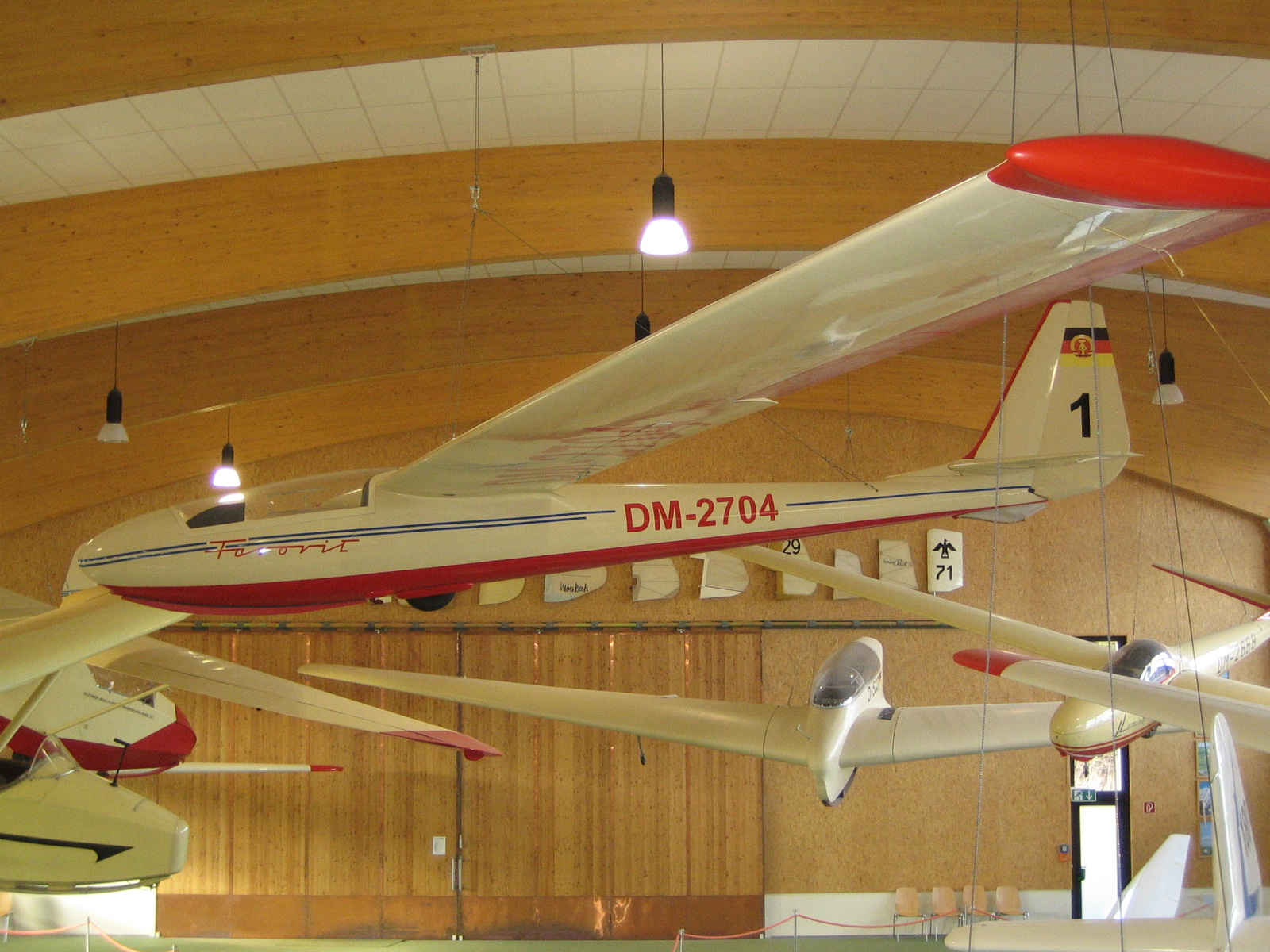
Lommatzsch Favorit

Nach dem Zweiten Weltkrieg lange verboten, starteten Segelflugaktivitäten im zweigeteilten Deutschland, also sowohl in der Bundesrepublik Deutschland der Deutsche Demokratische Republik. Aus beiden Ländern werden Flugzeuge gezeigt. Es ist das weltweit einzige Museum, welches vier verschiedene Segelflugzeug-Entwürfe aus der ehemaligen DDR zeigt.
- Schneider ES 49, D-5069, 1949
- Scheibe Mü 13 E „Bergfalke“, OE-0138, 1950
- Schuldoppelsitzer „Doppelraab V“, D-4389, 1951
- Doppelsitzer Dittmar „Condor IV“, D-Condor / D-1092, 1951
- Kaiser Ka 1, D-4328/D-1231, 1952
- Lo 100, D-3556, 1952
- Lo 100, ohne Kennzeichen, Schaurumpf (für Einblicke)
- Focke-Wulf „Kranich III“, D-1398, 1952
- Greif Flugzeugbau „Greif I“, D-6223, 1953
- Schleicher „Rhönlerche II“, D-7125, 1953
- Schleicher Ka 3, D-6254, 1953 (Schaurumpf für Stahlrohr-Bauweise)
- motorisierter Doppelraab, D-KALP, 1954 (Rumpf)
- HKS 1, D-5555, 1954
- Scheibe „L-Spatz 55“, LX-CBX, 1954
- Pützer Horten Ho 33 V1, D-EGOL, Umbau zur V1, D-5332, 1956
- Ka 6 BR, D-4339, 1956/57
- Bölkow fs-24 „Phönix T0“, D-8353, 1957/60
- Lom 58 II „Libelle Laminar“, D-2668, 1958
- Gomolzig (Grunau Baby) Baby V, D-7346, 1959
- Lommatzsch FES 530 „Lehrmeister II“, DM-3308, 1959
- Lom 59 „Lo-Meise“, DM-2223, 1959
- Obermeier „Illerfalke“, D-KLOP, 1960 (Klapptriebwerk, Rumpf)
- Lommatzsch Lom 61 „Favorit“, DM-2704, 1961
- Scheibe „Zugvogel III“, D-5855, 1961
- Obermeier SF 27 M-B V1 „Illerschwalbe“, D-KANE, 1966 (Klapptriebwerk, Rumpf)
- Akaflieg Braunschweig SB 5, D-6300, 1959/1968
- Basten B4, Prototyp, D-7201, 1966
- Kuffner WK-1, D-KWEK, 1975 (Motorsegler, Rumpf)
- Watzlawek, M 76, D-KWAT, 1997 (Motorsegler, Rumpf)

### Ab 1955 (Kunststoff-Bauweise)
Neue Werkstoffe ermöglichten einen großen Fortschritt des Segelfluges in neue Leistungsklassen. Die Segelflugzeuge wurden immer weiterentwickelt, die Grundsteine der Entwicklung sind im Museum in den wichtigsten Meilensteinen ausgestellt.
- Akaflieg Darmstadt D34c „B-phrodite“, D-4644, 1955 (Tragflächen mit Kunststoff-Anteil)
- Bölkow fs-24 „Phönix T0“, D-8353, 1957/60
- BS 1, D-9389, 1962/63
- Darmstadt D-36 „Circe“, V 2 D-4686, 1962/64
- Schleicher AS (ASW)12, Prototyp, D-4311, 1965
- Rolladen Schneider LS1 V1, D-4723, 1967
- Phoebus CW, D-0559, 1970
- Rolladen Schneider LSD Ornith, D-0740, 1970

### Im Depot (nicht öffentlich zugänglich)
Weitere Exponate sind eingelagert und sollen künftig temporär gezeigt werden.
- Lilienthal Derwitzer Gleiter, 1891, Nachbau
- Scheibe „Specht“, D-1624, 1953
- Scheibe Bergfalke II/55, D-9041, 1955
- Schleicher K 8 B, D-4454, 1957/58
- Phoebus CW, LY-GPB
- Club Libelle 205, D-9469, 1974, Vorbesitzer Bernd Ewald
- ULF VJ 23H, D-NGFZ, 1982

sowie weitere Artefakte

## Exponate Modellflug
Aufgrund der Vielzahl der Modelle sind nachfolgend nur einige Muster stellvertretend dargestellt.

### Frühzeit
Die ersten erfolgreichen Flüge mit einem Gummimotormodell gelangen Alphonse Penaud 1872. Damit war die Grundlage nicht nur für den Modellflug gelegt. Selbst die Brüder Lilienthal und Wright oder Igo Etrich und viele mehr experimentierten erst einmal mit Flugmodellen.
- Nachbau des Gummimotormodells von Alphose Penaud
- Nachbau eines Doppeldeckermodells der Brüder Lilienthal
- Nachbau eines Neubronner.Modells mit Raketenantrieb
- Original eines Flugmodells mit Pressluftmotor

### Modellflug 1920–1945 auf der Wasserkuppe
Auf der Wasserkuppe wurde beim ersten Rhön-Wettbewerb 1920 der Modellflug in der Ausschreibung aufgeführt. Allerdings fand er noch nicht die Beachtung, zumindest ist nichts darüber zu lesen. Dennoch wurden viele innovative Entwicklungen, z. B. der Raketenflug durch Alexander Lippisch auf der „Kupp“ mit Modellflugzeugen getestet. Das erste ferngesteuerte Flugmodell, entwickelt von Alfred Lippitsch, Sykora, Klose und Menzel aus Dresden flog 1934 auf der Wasserkuppe, ist als Nachbau im Museum zu besichtigen.
Durch die Nationalsozialisten wurde der Modellflug ebenfalls zur Verführung der Jugend missbraucht. So gab es Reichsmodellbauschulen und große Modellflug-Veranstaltungen auch auf der Wasserkuppe mit Unterstützung der NS-Organisationen während dieser Zeit. Dies wird vom Museum aktuell aufgearbeitet und soll entsprechend dargestellt werden.
- Horten Flugmodell, ein Dachbodenfund der 20er Jahre (kein Nurflügler)
- Der Große Winkler
- Flugmodell HAST – mit Helling und das Baby
- Nachbau der BF52, das erste RC-Flugmodell inkl. Röhrenempfänger
- Motormodelle Goldhahn und HS100
- Merco-Metallbauweise mit Werkzeugen und Flugmodellen

### Modellflug nach dem Zweiten Weltkrieg
Zuerst in der Deutschen Demokratischen Republik, dann auch in der Bundesrepublik Deutschland wurde der Modellflug 1950 wieder erlaubt. Dennoch flogen viele Flugmodelle bereits vorher. Bekannt ist eine Zeitungsanzeige mit der Schüler aus dem Landkreis Wolfratshausen bei München ihre entflogenen Flugmodelle suchten und prompt verhaftet und bestraft wurden.

### Modellflug wird zur eigenen Luftsportklasse
Der Modellflug entwickelte sich mehr und mehr zu einer eigenständigen Luftsportklasse. Bei der Gründung des Deutschen Aero Clubs 1950 in Gersfeld war Berthold Petersen (Göttingen) der einzige Modellflieger und forderte eine eigenständige Modellflugkommission, die auch zugestanden wurde. So wurde die Grundlage gelegt, dass der Modellflug bis heute die größte, sportlich erfolgreichste und vielfältigste Sparte im Luftsport ist. Neue Werkstoffe und technischen Möglichkeiten hielten Einzug und machten z. B. Modellhubschrauber, Elektroflug und zuletzt Multikopter möglich.
- Das Einsteigermodell „Sternchen“
- Die Modelle der verschiedenen UHU-Klassen
- Das Original eines Kunstflugmodells von Stegmaier
- Die Original-Fernsteuerung nach dem System Stegmaier
- Nachbau des Motorflugmodells „Funkboy“ inkl. RC-Anlage
- Segelflugmodell KURWI, eines der ersten Modelle mit GfK-Rumpf
- Big-Lift – das Schlepp- und Huckepackmodell
- Graupner-Modelle Elektra, Floride und Amateur
- Heli-Baby von Dieter Schlüter – das erste Messemodell (Nürnberger Spielwarenmesse)
- Austria Elefant Maßstab 1:2 – war das größte fliegende Modellflugzeug (Guinness-Buch)

### Weitere Exponate
- Kamera-Drohne „Grzimek“, 1972, die zum Tierfilmen im Okavango verwendet wurde
- Die Modellmotorensammlung „Dr. Rubin“ umfasst über 1000 Motoren, wovon einige 100 in allen Größen aktuell ausgestellt sind. Speziell aus den Anfängen der Modellmotorenentwicklung zu erwähnen, Motoren von Eisfeld und Kratmo. Aber auch Pulsotriebwerke und die ersten Modellturbinen sind zu sehen.
- Fernsteuersammlung mit Sendern, Empfängern und Rudermaschinen der Firmen OMU, Metz, Graupner, Simprop, Robbe, Multiplex, Microprop sowie sehr seltene Einzelstücke. Auch die DDR-Steuerungen Start, Simton und Junior, sowie die ersten Graupner-Anlagen Standard 10, 20 und 30 sind ausgestellt.